# Kurt Zellhofer
Kurt Zellhofer (nascido em 9 de março de 1958) é um ex-ciclista austríaco. Zellhofer competiu nos Jogos Olímpicos de Verão de 1980 em Moscou, embora ele não tenha conseguido completar a prova de contrarrelógio individual, terminou na trigésima quarta posição na mesma corrida quatro anos depois, em Los Angeles. Também competiu na corrida por pontos (pista) em Los Angeles.